# To/Die/For
A To/Die/For finn gothic metal együttes. 1993-ban alakultak Kouvolában, "Mary-Ann" néven, hard rock együttesként. 1999-ben a gothic metal stílusra váltottak, így a nevük is megváltozott. 2016-ban feloszlottak, majd 2020-ban újból összeálltak.

## Története
A Mary-Ann név alatt két demo EP-t adtak ki, 1997-ben és 1998-ban. Az 1998-as demójuk lemezszerződéshez juttatta őket a Spinefarm Recordsszal. Első albumuk 1999-ben jelent meg, ekkor a zenekar a Nuclear Blasttal és a Pony Canyonnal is lemezszerződést kötött. Az albumon feldolgozták Sandra In the Heat of the Night című slágerét. (Később a többi albumukon is dolgoztak fel népszerű együttesektől/előadóktól számokat, pl. Cutting Crew, U2, Ozzy Osbourne.) 2001-ben megjelent a második nagylemezük.
2003-ban megjelent a harmadik nagylemezük. Ugyanebben az évben Jarno Perätalo énekes kiszállt az együttesből, és új zenekart alapított Tiaga néven, amelyet a To/Die/For korábbi tagjai alkotnak. Helyére Juha Kylmänen (For My Pain..., Reflexion) került. 2004-ben azonban Perätalo és a Tiaga megszerezték maguknak a To/Die/For nevet, és 2005-ben megjelent negyedik nagylemezük. 2006-ban piacra került az ötödik stúdióalbumuk. Ezután az együttes szünetre vonult.
2011-ben és 2015-ben is megjelentettek albumokat. A zenekar két korábbi dobosa is elhunyt: Tonmi Lillman 2012. február 13-án egy baleset után, 2020. január 26-án pedig Santtu Lonka is elhunyt. A halál okát nem fedték fel.
2020-ban újra összeálltak, és a Laukaa-ban tartott John Smith Festivalon játszottak.
Az együttes négy dala (amelyek közül az egyik az In the Heat of the Night feldolgozása volt) és négy albuma is felkerült a finn slágerlistára.

## Tagok
- Jape Perätalo – ének (1999–2016, 2020–)
- Juppe Sutela – gitár (1999–2005, 2010–2016, 2020–)
- Joonas Koto – gitár (1999–2002, 2005–2009, 2020–)
- Miikka Kuisma – basszusgitár (1999–2000, 2020–)
- Matti Huopainen – dob (2011–2016, 2020–)

### Korábbi tagok
- Tonmi Lillman – dob (1999–2003, 2009–2010; 2012-ben elhunyt)
- Marko Kangaskolkka – basszusgitár (2001–2004)
- Mika Ahtiainen – gitár (2002–2005)
- Josey Strandman – basszusgitár (2004–2011)
- Santtu Lonka – dob (2003–2008, 2010–2011; 2020-ban elhunyt)
- Antti-Matti "Antza" Talala – gitár (2005–2014)
- Jussi-Mikko Salminen – billentyűk (2004–2005, 2010–2014)
- Toni Paananen – dob (2008–2009)
- Samuel Schildt – basszusgitár (2014–2015)
- Eza Viren – basszusgitár (2011–2014), gitár (2014–2016)

### Vendég énekesek
- Alexi Laiho – gitárszóló az In the Heat of the Night dalban
- Kimberly Goss – ének az All Eternity albumon
- Marco Hietala – ének az Epilogue albumon
- Tanya Kemppainen – ének az Epilogue és Jaded albumokon
- Anna Lukkarinen – ének a Jaded albumon
- Jonna Imelainen – ének a Jaded albumon

## Diszkográfia
Demók, EP-k (Mary-Ann néven)
- Mary-Ann (demó, 1997)
- Deeper Sin (demo EP, 1998)

Albumok
- All Eternity (1999)
- Epilogue (2001)
- Jaded (2003)
- IV (2005)
- Wounds Wide Open (2006)
- Samsara (2011)
- Cult (2015)

Válogatáslemezek
- Epilogue from the Past (2010)

Kislemezek
- In the Heat of the Night (2000)
- Hollow Heart (2001)
- Little Deaths (2005)
- Like Never Before (2006)
- Screaming Birds (2014)